# کولیسئوم لندن
کولیسئوم لندن (انگلیسی: London Coliseum) یک سالن تئاتر در شهر وست‌مینستر، لندن است.
این سالن که در سال ۱۹۰۴ میلادی ساخته شده مابین سال‌های ۲۰۰۰ تا ۲۰۰۴ بازسازی شده است، ظرفیت سالن کولیسئوم ۲٬۵۵۸ نفر است.

## نگارخانه

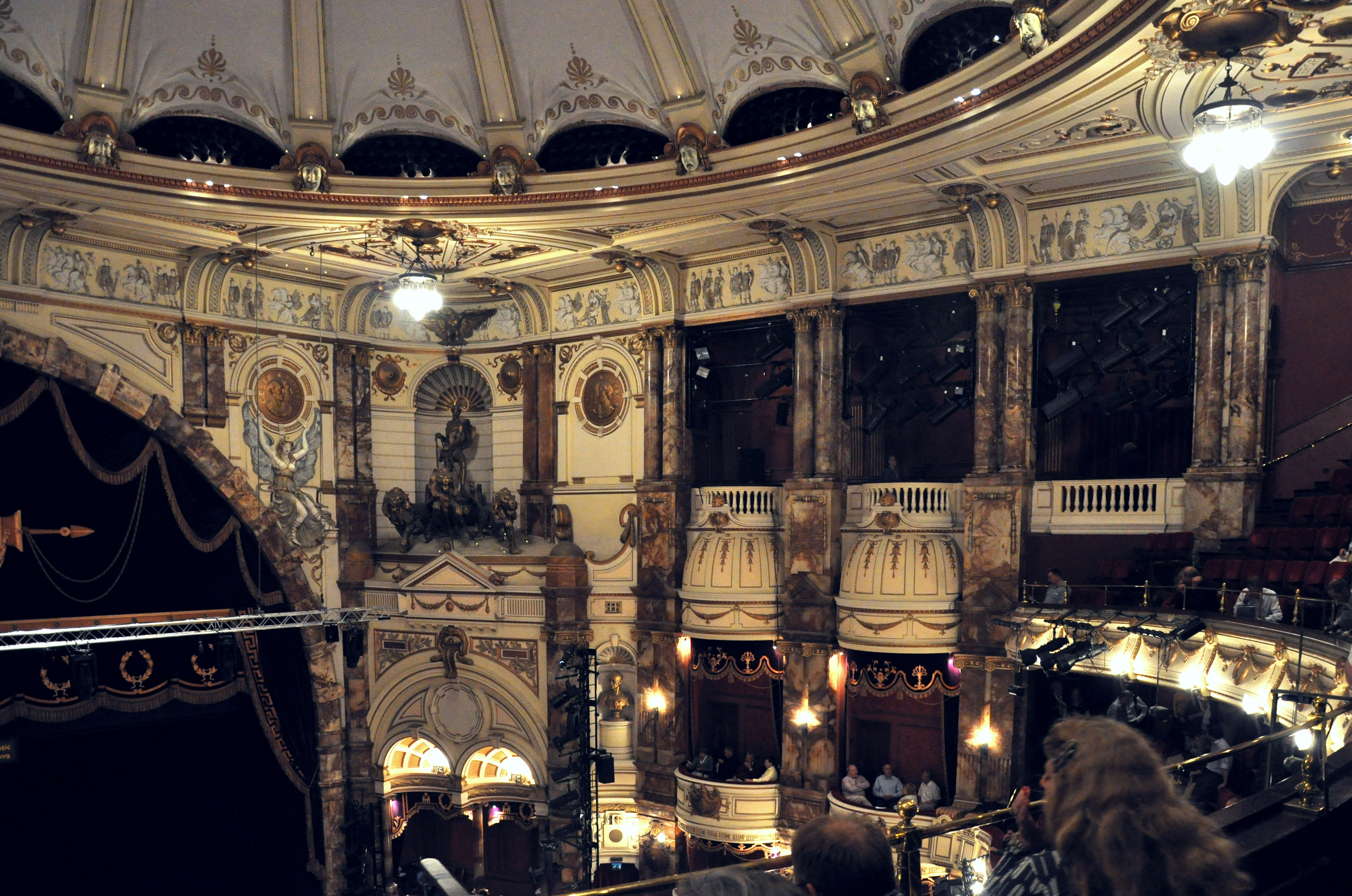
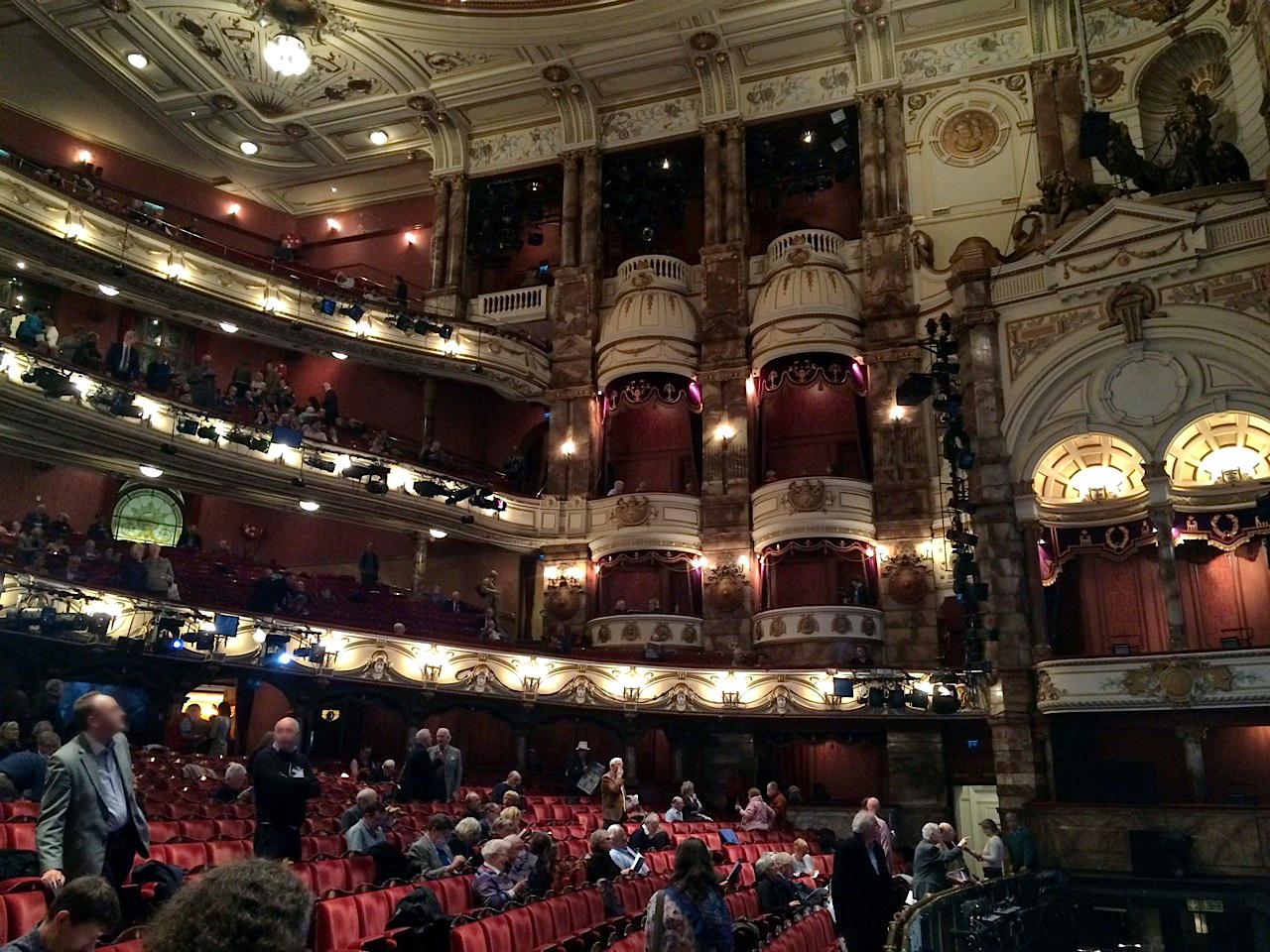
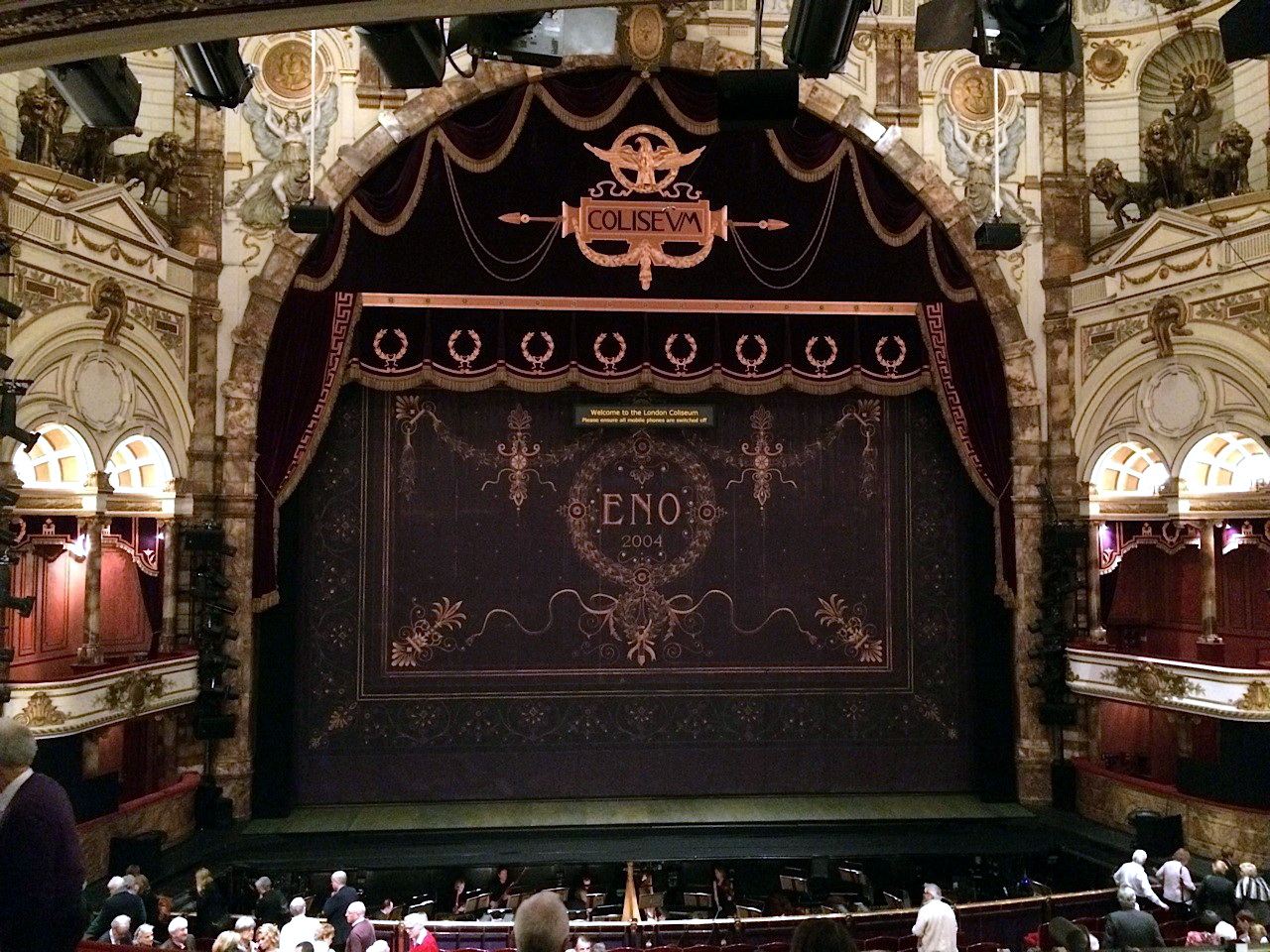
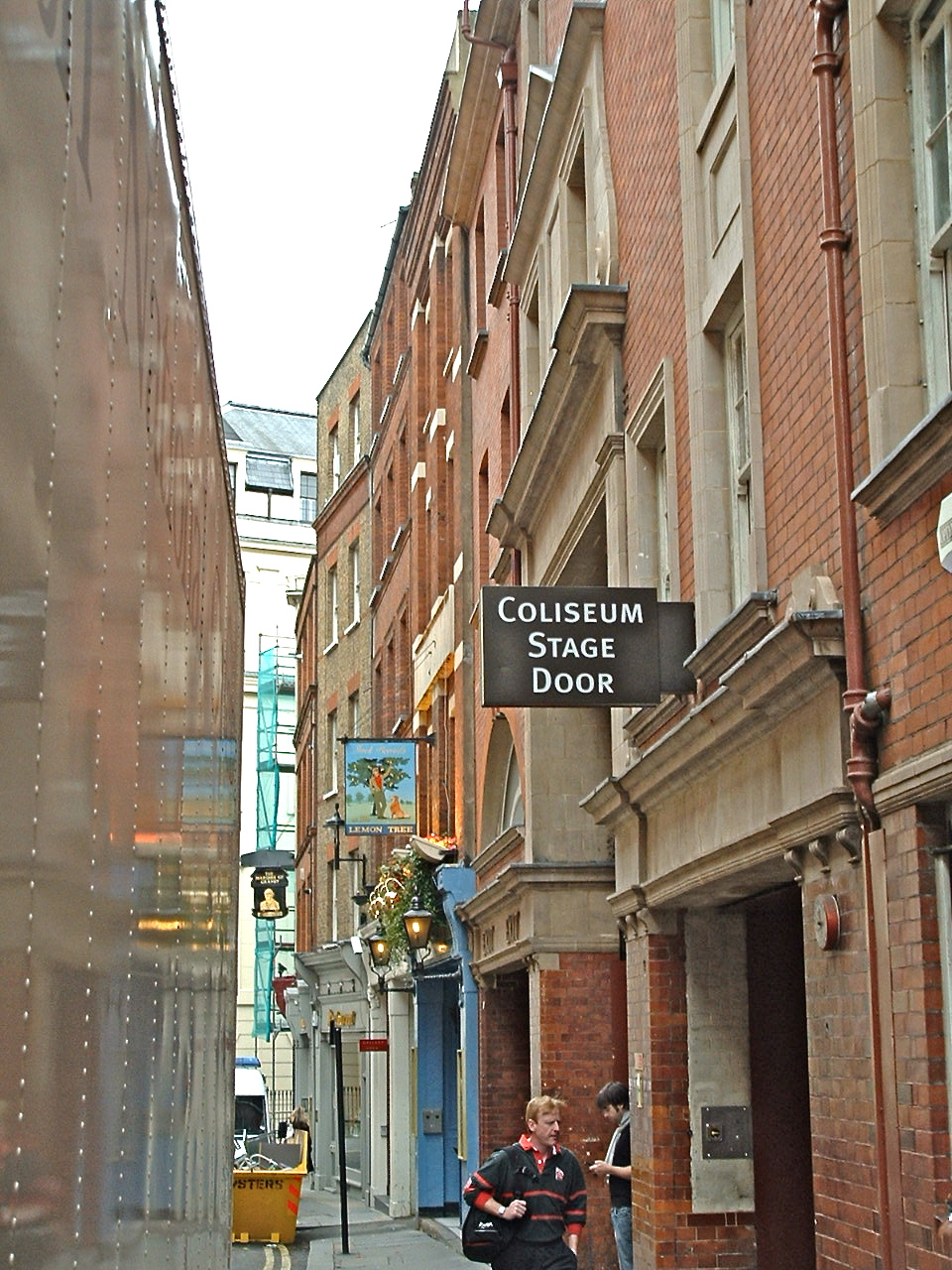
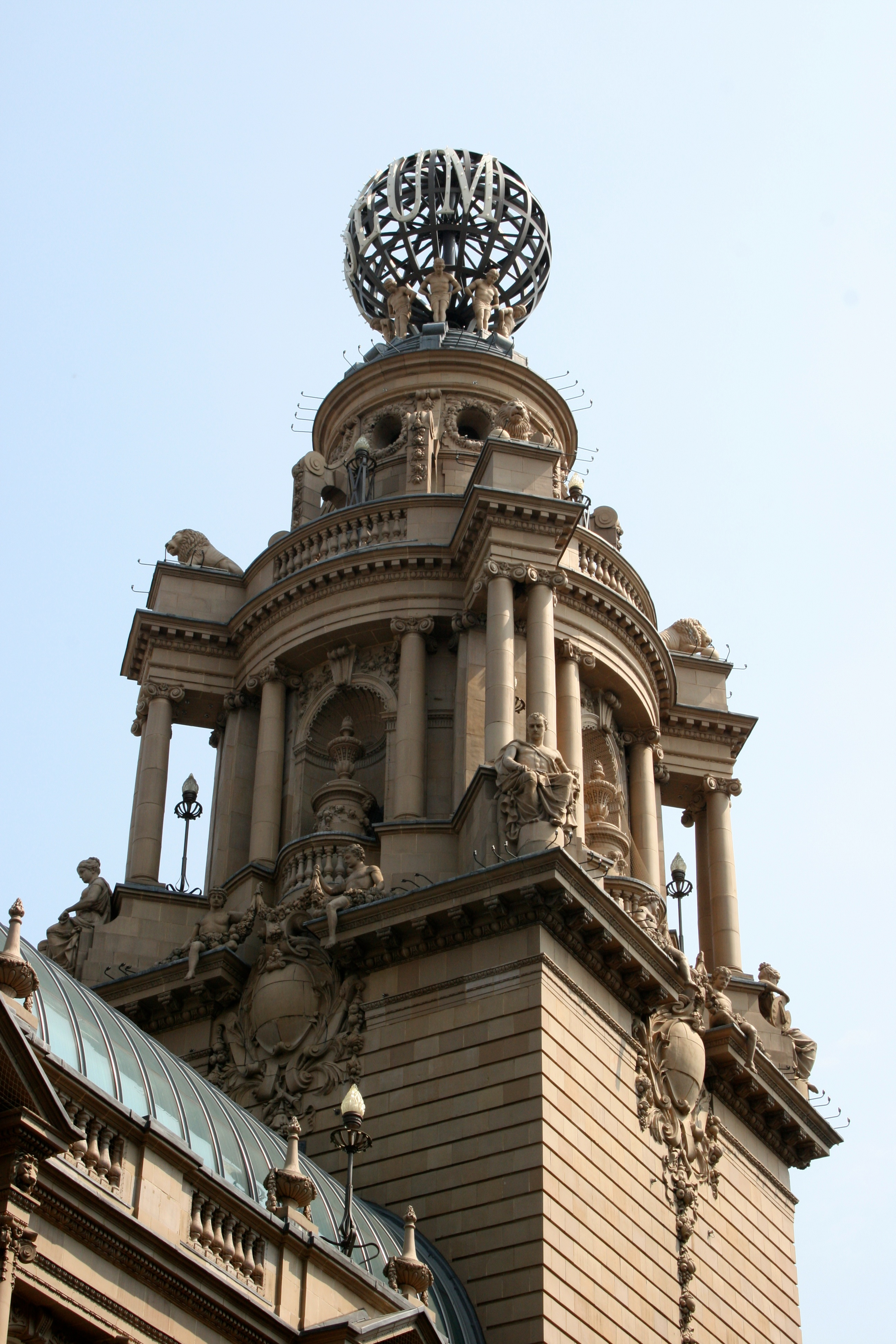